# Winspace Orange Seal
Winspace Orange Seal is een Franse vrouwenwielerploeg.

## Geschiedenis
De ploeg werd opgericht in 2015 als clubteam en heette achtereenvolgens DN 17 Poitou-Charentes en DN 17 Nouvelle-Aquitaine. In 2019 ging de ploeg verder als UCI-team onder de naam Charente-Maritime en van 2021 tot en met 2023 onder de naam Stade Rochelais Charente-Maritime. In 2024 reed de ploeg onder de naam Winspace en sinds 2025 luidt de naam Winspace Orange Seal. Vernoemd naar het fietsenmerk waar gebruik van wordt gemaakt, de Winspace.

## Teamleden

### Ploeg 2021
| Naam               | Nationaliteit | Geboortedatum | Vorige ploeg                     |
| ------------------ | ------------- | ------------- | -------------------------------- |
| Noémie Abgrall     | Frankrijk     | 1-12-1999     |                                  |
| Marine Allione     | Frankrijk     | 07-04-2001    |                                  |
| Julia Aubry        | Frankrijk     | 24-01-1999    | Team Feminin Chambéry            |
| Floraine Bernard   | Frankrijk     | 23-03-2003    | Team Centre-Val de Loire Feminin |
| Lucie Liboreau     | Frankrijk     | 07-09-2002    | Team Arkéa                       |
| Aurela Nerlo       | Polen         | 11-02-1998    | Massi-Tictac                     |
| Karolina Perekitko | Polen         | 01-10-1998    | Team Groupe Abadie               |
| Xin Tang           | China         | 07-01-2001    |                                  |
| Constance Valentin | Frankrijk     | 19-03-1998    | Lyon Sprint Evolution            |
| Luyao Zeng         | China         | 30-03-1998    |                                  |

### Oud rensters
- Sarah Inghelbrecht (2020)
- Daniela Reis (2015-2016)
- Noemi Rüegg (2021)
- Gladys Verhulst (2019)

## Overwinningen
2015
 Portugees kampioen op de weg, Daniela Reis
 Portugees kampioen tijdrijden, Daniela Reis
2016
 Portugees kampioen op de weg, Daniela Reis
 Portugees kampioen tijdrijden, Daniela Reis
2019
La Picto-Charentaise, Gladys Verhulst
2021
 Frans kampioen op de weg beloften, India Grangier
2022
 Zuid-Afrikaans kampioen op de weg, Frances Janse van Rensburg
 Zuid-Afrikaans kampioen tijdrijden beloften, Frances Janse van Rensburg
2023
 Zuid-Afrikaans kampioen op de weg, Frances Janse van Rensburg
 Zuid-Afrikaans kampioen tijdrijden beloften, Frances Janse van Rensburg
2e etappe, Vuelta Extremadura Féminas Maëva Squiban